# آتلانتیس: بازگشت میلو
آتلانتیس: بازگشت میلو (انگلیسی: Atlantis: Milo's Return) فیلمی در ژانر ماجراجویی به کارگردانی ویکتور کوک و تد استونز است که در سال ۲۰۰۳ منتشر شد.

## خلاصه داستان
میلو و کیدا دوباره با دوستانشان متحد می‌شوند تا پرده از اسرار شهر اسرارآمیز آتلانتیس بردارند…